# 神戸常盤女子高等学校
神戸常盤女子高等学校（こうべときわじょしこうとうがっこう）とは、兵庫県神戸市長田区にある私立高等学校。学校法人玉田学園が運営する女子校である。

## 沿革
- 1908年 - 私立家政女学校として神戸中山手通に開校
- 1915年 - 私立神戸高等家政女学校と改称
- 1921年 - 神戸家政女学校と改称
- 1923年 - 長楽町に分校を設置
- 1929年 - 現校地に移転　神戸高等家政女学校と改称
- 1944年 - 玉田学園設立　神戸女子商業学校と改称
- 1946年 - 神戸高等女学校と改称
- 1948年 - 学制改革により現校名に改称
- 2003年 - 看護医療特進コースを設置
- 2007年 - 制鞄改正
- 2008年 - 創立100周年
- 2011年 - 普通科特進コース改組
- 2018年 - 創立110周年

## 学科
- 普通科（総合コース、大学特進看護医療コース、大学特進こども教育コース、大学特進文系コース）
- 家庭科（調理・製菓コース、服飾コース）

## 部活動

### 実績・主な部活動
演劇部は、2025年（令和7年）第71回全国高等学校演劇大会（香川大会）で、文化庁長官賞・優秀賞
。

### 運動部
- ★ソフトボール部
- ★ソフトテニス部
- ★バスケットボール部
- ★バトントワリング部
- ★バレーボール部
- 弓道部
- ★卓球部
- 硬式テニス部
- フットサル部

### 文化部
- ★吹奏楽部
- 理科研究部
- コーラス部
- ESS部
- 茶道部
- 家庭科研究部
- 美術部
- 放送部
- 文芸部
- ギター部
- 園芸部
- 漫画部
- 写真部
- 華道部
- 演劇部
- パソコンライセンス部
- 書道部
- 新聞部
- 箏曲部
- ボランティア部

★は強化指定部

## 部活動

### 運動部
- ★ソフトボール部
- ★ソフトテニス部
- ★バスケットボール部
- ★バトントワリング部
- ★バレーボール部
- 弓道部
- ★卓球部
- 硬式テニス部
- フットサル部

### 文化部
- ★吹奏楽部
- 理科研究部
- コーラス部
- ESS部
- 茶道部
- 家庭科研究部
- 美術部
- 放送部
- 文芸部
- ギター部
- 園芸部
- 漫画部
- 写真部
- 華道部
- 演劇部
- パソコンライセンス部
- 書道部
- 新聞部
- 箏曲部
- ボランティア部

★は強化指定部

## 著名な出身者
- 乾絵美 - ソフトボール選手（アテネ五輪銅メダリスト、北京五輪金メダリスト）
- 瀬戸カトリーヌ - 女優・タレント（中退）
- 水原佑果 - モデル・タレント（中退）